# Attigny, Vosges
Attigny är en kommun i departementet Vosges i regionen Grand Est (tidigare regionen Lorraine) i nordöstra Frankrike. Kommunen ligger i kantonen Darney som tillhör arrondissementet Épinal. År 2022 hade Attigny 202 invånare.

## Befolkningsutveckling
Antalet invånare i kommunen Attigny
| Referens: INSEE |